# Henry Lewis (linguista)
Henry Lewis (Ynystawe, 21 agosto 1889 – 14 gennaio 1968) è stato un insegnante e linguista britannico.

## Biografia
Nacque nella contea del Glamorgan, nel Galles meridionale, Regno Unito. Studiò nella scuola provinciale di Ystalyfera, poi si laureò in gallese al College dell'università di Cardiff, e in seguito si specializzò al Jesus College di Oxford, sotto la docenza di John Rhys. Dopo avere insegnato nelle scuole provinciali di Ystalyfera e di Llanelli, fu arruolato nella prima guerra mondiale dove prestò servizio prima con il grado di sergente nel corpo delle Welsh Guards (Guardie gallesi), poi come tenente in seconda nei Royal Welsh Fusiliers (Fucilieri reali gallesi). Dopo la guerra fu assistente lettore nel dipartimento gallese dell'università di Cardiff, quindi nel 1921 fu nominato docente di lingua e letteratura gallese all'università di Swansea, dove rimase fino al pensionamento nel 1954, e nel medesimo anno fu nominato Commendatore dell'Ordine dell'Impero Britannico.
Il prof. Lewis fu descritto come "l'erudito in prima linea", che affrontò la mancanza di testi essenziali per gli appena costituiti corsi di lingua e letteratura gallese. La sua opera comprende traduzioni di testi antichi, l'edizione e la critica di opere di poeti medievali come Iolo Goch, e della prosa rinascimentale. Si occupò di studi celtici comparativi, e scrisse una grammatica di medio-bretone e una di medio-cornico. Fu membro del comitato editoriale del University of Wales Welsh Dictionary (Dizionario gallese dell'università del Galles), e del Caniedydd, ovvero la raccolta degli inni dei Congregazionalisti gallesi. Svolse traduzioni di resoconti governativi e lavorò per vari enti pubblici, tra cui lo Welsh Joint Education Committee e il consiglio del College di Harlech, del quale in seguito fu nominato presidente. Fu anche vice-presidente della National Library of Wales (Biblioteca nazionale del Galles) e della Honourable Society of Cymmrodorion (Società accademica gallese).

## Opere
- Llawlyfr Llydaweg Canol, 1922
- (a cura di) Chwedleu Seith Doethon Rufein, 1925
- (a cura di) Cywyddau Iolo Goch ac Eraill, 1925
- Llawlyfr Cernyweg canol, 1928
- (con Elizabeth J. Louis Jones) Mynegai i farddoniaeth y llawysgrifau, 1928
- (a cura di, con Paul Diverres) Delw y Byd, 1928
- Datblygiad yr iaith Gymraeg, 1931
- (a cura di) Hen Gerddi Crefyddol, 1931
- A Concise Comparative Celtic Grammar, 1937 (traduzione di Vergleichende Grammatik der Keltischen Sprachen di Holgar Pedersen
- (a cura di) Brut Dingestow, 1942
- The Sentence in Welsh, 1942
- (a cura di) Hen gyflwynadau, 1948
- Morgannwg Matthews Ewenni, 1953
- Yr Elfen Ladin yn yr Iaith Gymraeg, 1961
- Fu  per un periodo il curatore della collana editoriale Cyfres y Brifysgol a'r Werin (Serie dell'università e della gente), alla quale contribuì pubblicando una traduzione in gallese: Brenin yr Ellyllon (Il re dei fantasmi) di Gogol'.